# Pfarrkirche Rabenstein an der Pielach

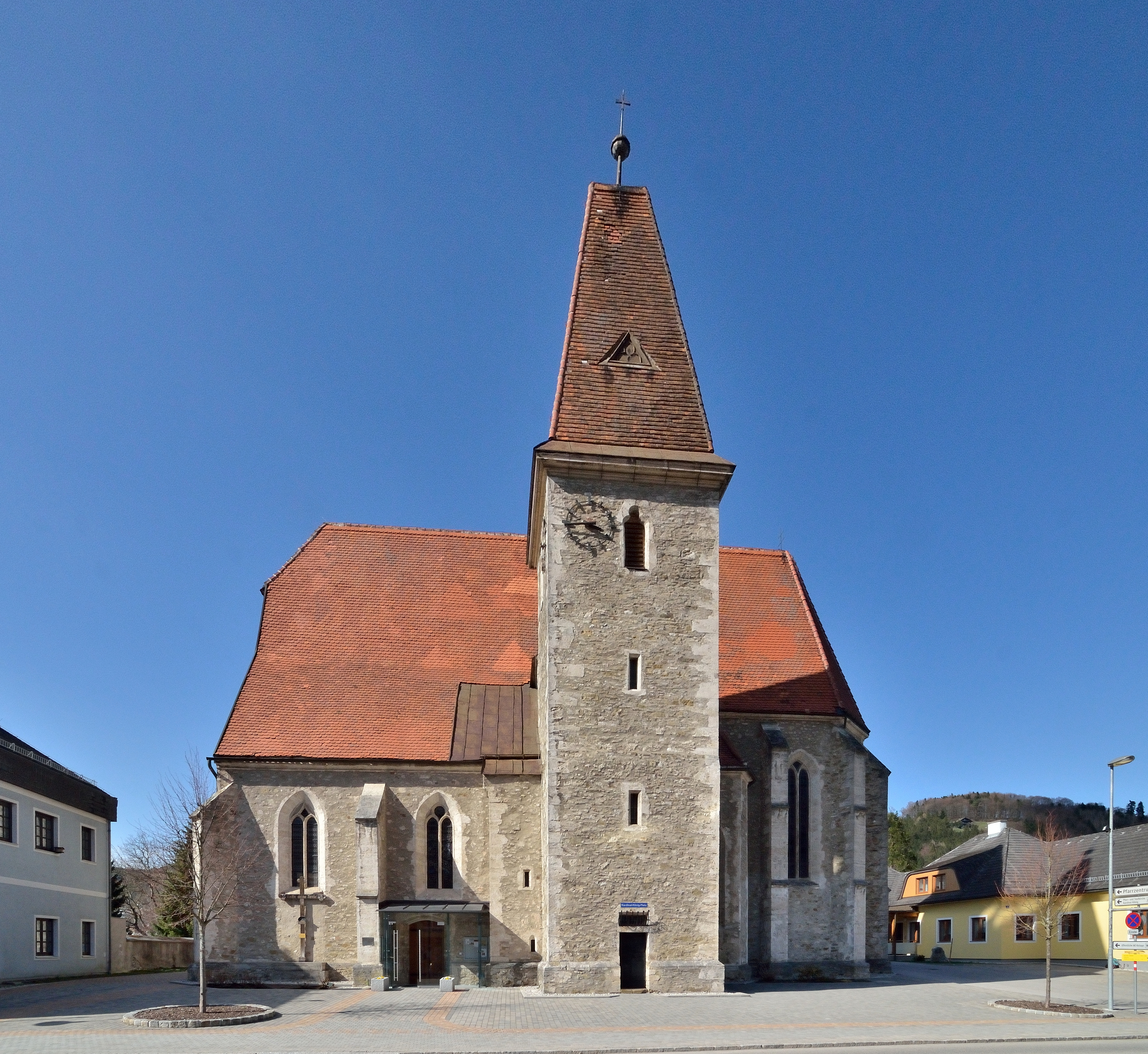
Katholische Pfarrkirche hl. Laurentius in Rabenstein an der Pielach

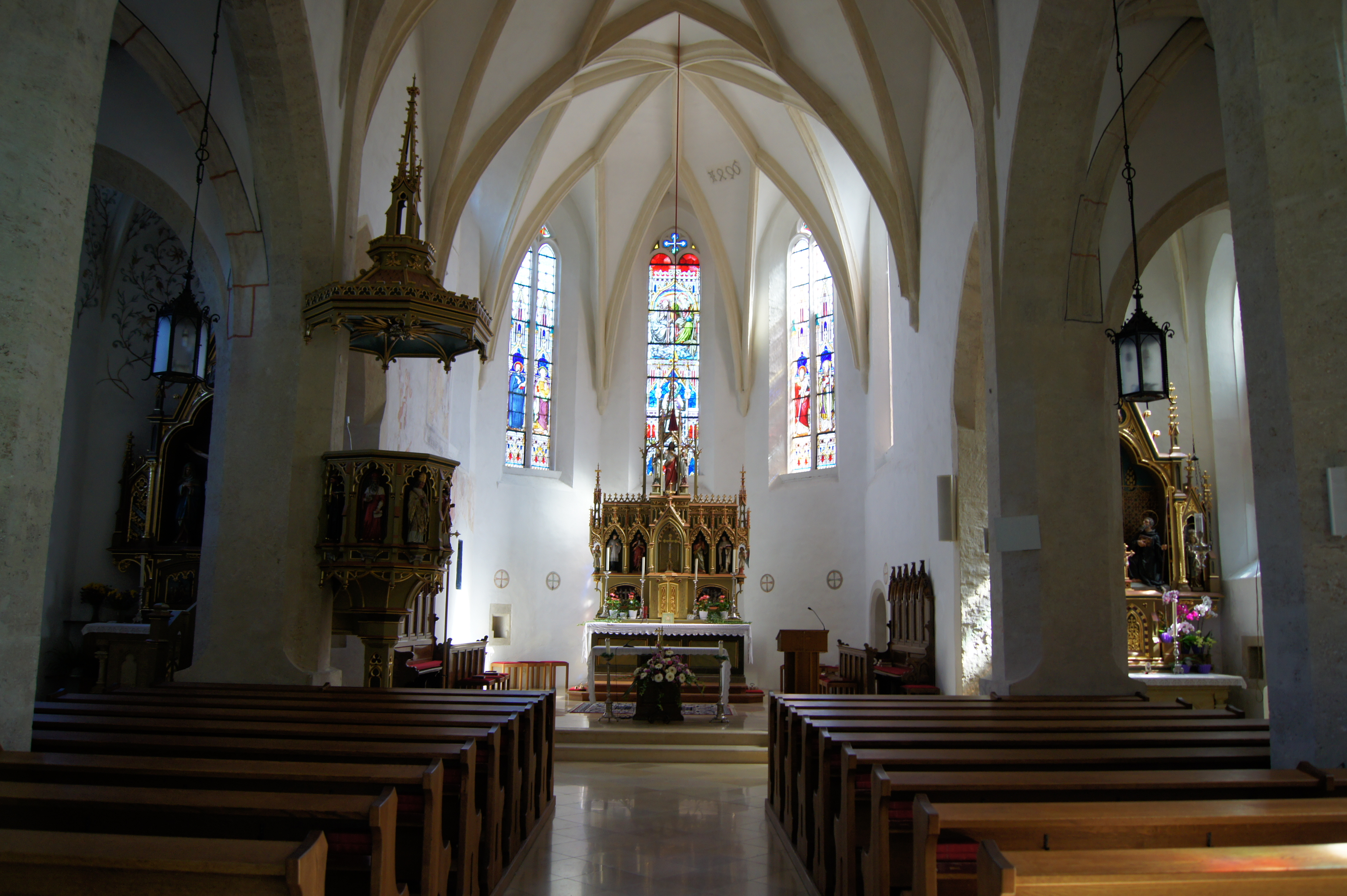
Im Langhaus zum Chor

Die Pfarrkirche Rabenstein an der Pielach steht am nordöstlichen Ende des Marktplatzes in der Marktgemeinde Rabenstein an der Pielach im Bezirk St. Pölten-Land in Niederösterreich. Die dem Heiligen Laurentius von Rom geweihte römisch-katholische Pfarrkirche – dem Stift Göttweig inkorporiert – gehört zum Dekanat Lilienfeld in der Diözese St. Pölten. Die Kirche steht unter Denkmalschutz (Listeneintrag).

## Geschichte
Im 13. Jahrhundert wurde das Vikariat aus der Pfarre Hofstetten-Grünau herausgelöst. 1283 wurde urkundlich ein Pfarrer genannt. 1323 wurde Rabenstein mit Hofstetten dem Stift Göttweig inkorporiert und war bis ins 15. Jahrhundert Stiftspfarre. In der zweiten Hälfte des 15. Jahrhunderts war ein Brand. Um 1900 wurden die Maßwerkfenster renoviert. 1953 wurde der gesamte Kirchenbau übergangen und ist seither steinsichtig, 1967/1969 und 2004 erfolgten Restaurierungen.
Über romanischen und frühgotischen Vorgängerbauten wurde im Ende des 15. Jahrhunderts eine spätgotische Kirche erbaut. Nördlich am Langhaus bestehen Anbauten als Sakristei und Aufbahrungshalle, baulich verbunden mit dem 1977/1979 erbauten Pfarrhof.

## Architektur
Das Langhaus und der Chor stehen unter einem extrem hohen und schmalen Schopfwalmdach mit gleicher Firsthöhe, über den Seitenschiffen ist das Dach heruntergezogen und leicht geknickt. Der Kirchenbau zeigt Maßwerkfenster und Strebepfeiler. Die Westfront hat ein spätgotisches Portal und darüber ein barockes Rundfenster. Südseitig besteht ein spätgotisches profiliertes Segmentbogenportal, die Tür nennt innen die Jahresangabe 1626, die Beschläge sind jedoch älter. Am Chor gibt es beidseitig kleine polygonal schließende Seitenchöre. Der ungegliederte vorgestellte spätgotische Turm hat Schlitzluken und dreipassförmige Schallfenster und trägt ein Keildach mit einer Traufe unter der Firsthöhe des Langhauses. Der Turm hat südseitig ein Rechteckportal mit einem spätgotisch eisenbeschlagenen Türblatt mit Oberlichte. Vom Turm geht ein Verbindungsgang unter einem Satteldach zum Langhausdachstuhl. Im westlichen Turmwinkel gibt es einen Aufgangserker mit Schlitzfenstern. Da die Gewölbe der Seitenschiffe nur wenig in den Höhenbereich der Mittelschiffsgewölbe ragen, stellt die Pfarrkirche Rabenstein einen Grenzfall von Stufenhalle und Pseudobasilika dar.

## Ausstattung
Die Einrichtung ist neugotisch, teils von Ludwig Linzinger (1896/1902). Der Hochaltar nach einem Entwurf von Benedikt Hager hat ein Retabel mit Nischenstatuen Aloysius, Johannes der Täufer, Bernhard, Thomas von Aquin, darüber ein Baldachinaufsatz mit der Statuette Herz Jesu urkundlich 1891.
Die Orgel in einem neugotischen Gehäuse baute Carl Hesse (1875). Ein Zügenglöcklein entstand um 1470.